# Marián Palát
Marián Palát (* 1. Juni 1977) ist ein tschechischer Fußballspieler.

## Vereinskarriere
Palát spielte in seiner Jugend ausschließlich für den FK Bystřice pod Hostýnem. Mit 19 Jahren wechselte er für eine Saison zu Dukla Hranice, um dort seinen Wehrdienst abzuleisten. Die folgenden zwei Jahre spielte er für den damaligen Zweitligisten Hanácká Kyselka Přerov, in der Saison 1999/00 in der gleichen Liga für Tatran Poštorná.
Im Sommer 2000 wurde der Abwehrspieler vom Erstligisten FC Bohemians Prag verpflichtet. Für die Prager bestritt Palát acht Ligaspiele. In der Saison 2001/02 war er an den damaligen Zweitligisten SK České Budějovice ausgeliehen, anschließend kehrte er nach Prag zurück, wurde aber schon im August 2002 an den FK AS Pardubice in die 2. Liga abgegeben.
Im Sommer 2004 ging der Verteidiger in die Gambrinus Liga zum FK Mladá Boleslav, wo er sich schnell einen Stammplatz erspielte. Nach drei Jahren in Mladá Boleslav wechselte Palát im Sommer 2007 zu Lutsch-Energija Wladiwostok in die russische Premjer-Liga.
Ende August 2008 wechselte Palát zum slowakischen Erstligisten MFK Ružomberok und unterschrieb dort einen Einjahresvertrag. Im März 2009 wechselte Palát zu Viktoria Žižkov, sein bis Saisonende laufender Vertrag wurde allerdings nicht verlängert. Ende 2009 schloss sich Palát dem Viertligisten Valašské Meziříčí an.